# Gran Premio del Belgio 1992
Il Gran Premio del Belgio 1992 si è svolto domenica 30 agosto 1992 sul Circuito di Spa-Francorchamps. La gara è stata vinta da Michael Schumacher su Benetton, alla sua prima vittoria in Formula 1, seguito dalle due Williams di Nigel Mansell e di Riccardo Patrese.

## Prima della gara
- La Brabham, andata in bancarotta dopo il Gran Premio d'Ungheria, si ritira dal mondiale.
- La March sostituisce Paul Belmondo con Emanuele Naspetti, favorito da una sponsorizzazione da parte della Uliveto. Il team annuncia inoltre che Jan Lammers sostituirà Karl Wendlinger nelle ultime due gare della stagione.
- Christian Fittipaldi torna alla guida della sua Minardi dopo che i postumi dell'incidente occorsogli durante le prove del Gran Premio di Francia.
- Il proprietario del team Andrea Moda, Andrea Sassetti, viene arrestato nel paddock per problemi finanziari.
- La scuderia Benetton rende noto che il pilota inglese Martin Brundle non sarà riconfermato per la stagione 1993
- La Ferrari porta al debutto una versione aggiornata della F92A, denominata F92AT, dotata di cambio traversale

## Qualifiche
La sessione di qualifiche del sabato è resa pressoché nulla dalla pioggia e la griglia è formata in base ai tempi fatti segnare nella sessione del venerdì, durante la quale Comas ha un grave incidente, i postumi del quale gli impediscono di partecipare alla gara.
Mansell conquista la pole position con un vantaggio enorme sugli avversari: il secondo, Senna, è staccato di oltre due secondi. Terzo è Schumacher, seguito da Patrese, Alesi, Berger, Boutsen, Häkkinen, Brundle e Herbert.

### Classifica
| Pos                     | Nº | Pilota               | Costruttore                   | Tempo       | Distacco |
| ----------------------- | -- | -------------------- | ----------------------------- | ----------- | -------- |
| 1                       | 5  | Nigel Mansell        | Williams-Renault              | 1'50"545    |          |
| 2                       | 1  | Ayrton Senna         | McLaren-Honda                 | 1'52"743    | +2"198   |
| 3                       | 19 | Michael Schumacher   | Benetton-Ford                 | 1'53"221    | +2"676   |
| 4                       | 6  | Riccardo Patrese     | Williams-Renault              | 1'53"557    | +3"012   |
| 5                       | 27 | Jean Alesi           | Ferrari                       | 1'54"438    | +3"893   |
| 6                       | 2  | Gerhard Berger       | McLaren-Honda                 | 1'54"642    | +4"097   |
| 7                       | 25 | Thierry Boutsen      | Ligier-Renault                | 1'54"654    | +4"109   |
| 8                       | 11 | Mika Häkkinen        | Lotus-Ford                    | 1'54"812    | +4"267   |
| 9                       | 20 | Martin Brundle       | Benetton-Ford                 | 1'54"973    | +4"428   |
| 10                      | 12 | Johnny Herbert       | Lotus-Ford                    | 1'55"027    | +4"482   |
| 11                      | 15 | Gabriele Tarquini    | Fondmetal-Ford                | 1'55"965    | +5"420   |
| 12                      | 28 | Ivan Capelli         | Ferrari                       | 1'56"075    | +5"530   |
| 13                      | 4  | Andrea De Cesaris    | Tyrrell-Ilmor                 | 1'56"111    | +5"566   |
| 14                      | 9  | Michele Alboreto     | Footwork-Mugen-Honda          | 1'56"282    | +5"737   |
| 15                      | 14 | Eric van de Poele    | Fondmetal-Ford                | 1'56"674    | +6"129   |
| 16                      | 21 | Jyrki Järvilehto     | Scuderia Italia-Ferrari       | 1'56"809    | +6"264   |
| 17                      | 32 | Stefano Modena       | Jordan-Yamaha                 | 1'56"889    | +6"344   |
| 18                      | 16 | Karl Wendlinger      | March-Ilmor                   | 1'57"039    | +6"494   |
| 19                      | 22 | Pierluigi Martini    | Scuderia Italia-Ferrari       | 1'57"267    | +6"722   |
| 20                      | 29 | Bertrand Gachot      | Venturi Larrousse-Lamborghini | 1'57"330    | +6"785   |
| 21                      | 17 | Emanuele Naspetti    | March-Ilmor                   | 1'57"794    | +7"249   |
| 22                      | 3  | Olivier Grouillard   | Tyrrell-Ilmor                 | 1'57"818    | +7"273   |
| 23                      | 24 | Gianni Morbidelli    | Minardi-Lamborghini           | 1'58"126    | +7"581   |
| 24                      | 33 | Maurício Gugelmin    | Jordan-Yamaha                 | 1'58"499    | +7"954   |
| 25                      | 10 | Aguri Suzuki         | Footwork-Mugen-Honda          | 1'58"826    | +8"281   |
| 26                      | 30 | Ukyo Katayama        | Venturi Larrousse-Lamborghini | 1'59"383    | +8"838   |
| Vetture non qualificate |    |                      |                               |             |          |
| NQ                      | 23 | Christian Fittipaldi | Minardi-Lamborghini           | 1'59"626    | +9"081   |
| NQ                      | 34 | Roberto Moreno       | Moda-Judd                     | 2'05"096    | +14"551  |
| NQ                      | 35 | Perry McCarthy       | Moda-Judd                     | 2'15"050    | +24"505  |
| NQ                      | 26 | Érik Comas           | Ligier-Renault                | Senza tempo |          |

## Gara
Al via Senna conquista la testa della corsa davanti a Mansell e Patrese, mentre Berger rimane fermo sulla griglia a causa di un problema alla frizione, creando scompiglio nel gruppo. I due piloti della Williams hanno presto ragione di Senna, ma dopo poche tornate inizia a piovere; la maggior parte dei piloti torna immediatamente ai box per montare gomme da bagnato, mentre Senna rimane in pista fino al decimo passaggio, sperando che la pioggia smetta rapidamente di cadere. L'azzardo non paga e il brasiliano deve fermarsi anch'egli ai box, tornando in pista molto indietro. Mansell si trova quindi al comando davanti a Patrese, Schumacher, Brundle e Häkkinen; la pista comincia ad asciugarsi e Schumacher è uno dei primi a montare gomme slick, mentre i due piloti della Williams esitano, perdendo molto tempo.
Quando finalmente Mansell si decide ad effettuare il cambio gomme è ormai troppo tardi: Schumacher è passato al comando. Il pilota inglese rimonta rapidamente sul rivale, ma poi è rallentato da problemi ad uno scarico e deve rallentare, accontentandosi del secondo posto. Schumacher vince quindi per la prima volta in carriera sul circuito dove aveva esordito l'anno precedente, precedendo sul traguardo Mansell, Patrese, Brundle, Senna e Häkkinen. Grazie ai piazzamenti dei suoi piloti la Williams conquista matematicamente il titolo costruttori, il quinto della sua storia. Il Kaiser è il primo tedesco a vincere in F1 dopo Jochen Mass al Gran Premio di Spagna 1975.

### Classifica
| Pos      | Nº | Pilota               | Costruttore/Motore   | Giri | Tempo/Ritiro              | Griglia | Punti |
| -------- | -- | -------------------- | -------------------- | ---- | ------------------------- | ------- | ----- |
| 1        | 19 | Michael Schumacher   | Benetton-Ford        | 44   | 1h 36'10"721              | 3       | 10    |
| 2        | 5  | Nigel Mansell        | Williams-Renault     | 44   | +36"595                   | 1       | 6     |
| 3        | 6  | Riccardo Patrese     | Williams-Renault     | 44   | +43"897                   | 4       | 4     |
| 4        | 20 | Martin Brundle       | Benetton-Ford        | 44   | +46"059                   | 9       | 3     |
| 5        | 1  | Ayrton Senna         | McLaren-Honda        | 44   | +1'08"369                 | 2       | 2     |
| 6        | 11 | Mika Häkkinen        | Lotus-Ford           | 44   | +1'10"030                 | 8       | 1     |
| 7        | 21 | Jyrki Järvilehto     | Dallara-Ferrari      | 44   | +1'38"237                 | 16      |       |
| 8        | 4  | Andrea De Cesaris    | Tyrrell-Ilmor        | 43   | +1 giro                   | 13      |       |
| 9        | 10 | Aguri Suzuki         | Footwork-Mugen-Honda | 43   | +1 giro                   | 25      |       |
| 10       | 14 | Eric van de Poele    | Fondmetal-Ford       | 43   | +1 giro                   | 15      |       |
| 11       | 16 | Karl Wendlinger      | March-Ilmor          | 43   | +1 giro                   | 18      |       |
| 12       | 17 | Emanuele Naspetti    | March-Ilmor          | 43   | +1 giro                   | 21      |       |
| 13       | 12 | Johnny Herbert       | Lotus-Ford           | 43   | Motore                    | 10      |       |
| 14       | 33 | Maurício Gugelmin    | Jordan-Yamaha        | 42   | +2 giri                   | 24      |       |
| 15       | 32 | Stefano Modena       | Jordan-Yamaha        | 42   | +2 giri                   | 17      |       |
| 16       | 24 | Gianni Morbidelli    | Minardi-Lamborghini  | 42   | +2 giri                   | 23      |       |
| 17       | 30 | Ukyo Katayama        | Venturi-Lamborghini  | 42   | +2 giri                   | 26      |       |
| 18       | 29 | Bertrand Gachot      | Venturi-Lamborghini  | 40   | Testacoda                 | 20      |       |
| Ritirato | 25 | Thierry Boutsen      | Ligier-Renault       | 27   | Testacoda                 | 7       |       |
| Ritirato | 28 | Ivan Capelli         | Ferrari              | 25   | Motore                    | 12      |       |
| Ritirato | 15 | Gabriele Tarquini    | Fondmetal-Ford       | 25   | Motore                    | 11      |       |
| Ritirato | 9  | Michele Alboreto     | Footwork-Mugen-Honda | 20   | Cambio                    | 14      |       |
| Ritirato | 27 | Jean Alesi           | Ferrari              | 7    | Foratura                  | 5       |       |
| Ritirato | 3  | Olivier Grouillard   | Tyrrell-Ilmor        | 1    | Collisione con E.Naspetti | 22      |       |
| Ritirato | 2  | Gerhard Berger       | McLaren-Honda        | 0    | Trasmissione              | 6       |       |
| Ritirato | 22 | Pierluigi Martini    | Dallara-Ferrari      | 0    | Testacoda                 | 19      |       |
| NQ       | 23 | Christian Fittipaldi | Minardi-Lamborghini  |      |                           |         |       |
| NQ       | 34 | Roberto Moreno       | Moda-Judd            |      |                           |         |       |
| NQ       | 35 | Perry McCarthy       | Moda-Judd            |      |                           |         |       |
| NQ       | 26 | Érik Comas           | Ligier-Renault       |      |                           |         |       |

## Classifiche Mondiali

### Piloti
| Pos. | Pilota             | Punti |
| ---- | ------------------ | ----- |
| 1    | Nigel Mansell      | 98    |
| 2    | Riccardo Patrese   | 44    |
| 3    | Michael Schumacher | 43    |
| 4    | Ayrton Senna       | 36    |
| 5    | Gerhard Berger     | 24    |
| 6    | Martin Brundle     | 21    |
| 7    | Jean Alesi         | 13    |
| 8    | Mika Häkkinen      | 9     |
| 9    | Michele Alboreto   | 5     |
| 10   | Andrea De Cesaris  | 4     |
| 10   | Érik Comas         | 4     |
| 12   | Karl Wendlinger    | 3     |
| 12   | Ivan Capelli       | 3     |
| 14   | Johnny Herbert     | 2     |
| 14   | Pierluigi Martini  | 2     |
| 16   | Bertrand Gachot    | 1     |

### Costruttori
| Pos. | Team                          | Punti |
| ---- | ----------------------------- | ----- |
| 1    | Williams-Renault              | 142   |
| 2    | Benetton-Ford                 | 64    |
| 3    | McLaren-Honda                 | 60    |
| 4    | Ferrari                       | 16    |
| 5    | Lotus-Ford                    | 11    |
| 6    | Footwork-Mugen-Honda          | 5     |
| 7    | Tyrrell-Ilmor                 | 4     |
| 7    | Ligier-Renault                | 4     |
| 9    | March-Ilmor                   | 3     |
| 10   | Scuderia Italia-Ferrari       | 2     |
| 11   | Venturi Larrousse-Lamborghini | 1     |